# ویتالی لیساکوویچ
ویتالی لیساکوویچ (بلاروسی: Віталь Міхайлавіч Лісаковіч؛ زادهٔ ۸ فوریهٔ ۱۹۹۸) بازیکن فوتبال اهل بلاروس است.
از باشگاه‌هایی که در آن بازی کرده‌است می‌توان به باشگاه فوتبال شاختیور سالیهورسک، باشگاه فوتبال واراژدین، باشگاه فوتبال رودش، باشگاه فوتبال لوکوموتیو مسکو، و باشگاه فوتبال روبین کازان اشاره کرد.
وی همچنین در تیم‌های ملی فوتبال جوانان، زیر ۲۱ سال  و بزرگسالان بلاروس بازی کرده‌است.